# Testi per nulla
Testi per nulla (titolo originale in francese: Textes pour rien) è una raccolta di 13 prose di Samuel Beckett scritte intorno agli anni 1950-52 e pubblicata dalle Éditions de Minuit (Nouvelles et textes pour rien, 1955), tradotta in inglese dall'autore stesso dal 1959 al 1967, quindi pubblicata presso John Calder (Texts for Nothing, nella raccolta No's Knife, 1967). In italiano i Testi per nulla sono stati pubblicati da Einaudi con la traduzione di Carlo Cignetti nel 1967, insieme alle novelle Lo sfrattato, Il calmante e La fine, quindi aggiunti, dal 1971, alla traduzione di Franco Quadri di Primo amore.
Nessuno dei testi porta un titolo: sono variabili di voci sospese che sembrano non provenire né dirigersi in alcun luogo specifico. Come ha scritto S. E. Gontarski: "Quel che rimane, dopo i Texts for Nothing, è la parola niente, forse una coscienza incorporale [...] ricca di immaginario ma povera di coerenza esterna". Scrive Paolo Bertinetti che essi "rinunciano al personaggio e alla narrazione già così deprivata delle novelle per presentarsi come tentativi di afferrare e proporre un lacerto di vita, un'immagine, un incerto frammento da affidare a una voce senza corpo [...] necessaria ma impossibile e che quindi viene negata nel suo stesso farsi", indifferente tra mondo esterno e rappresentazione interna.

## Edizioni
- Novelle e testi per nulla, trad. Carlo Cignetti, "La ricerca letteraria", Einaudi, Torino, 1967
- Testi per nulla, in Primo amore, trad. Franco Quadri e Carlo Cignetti, "Supercoralli", Einaudi, Torino 1971
- id., in Primo amore - Novelle - Testi per nulla, trad. Carlo Cignetti, Einaudi, "Nuovi coralli" n. 250, Torino 1974, pp. 103–62
- id., in Racconti e prose brevi, a cura di Paolo Bertinetti, trad. Gabriella Bosco, "Letture", Einaudi, Torino 2010, ISBN 978-88-06-20215-6